# Гітега (комуна)
Гітега — одна з комун провінції Гітега, у центральному Бурунді. Центр — однойменне місто Гітега, друге найбільше місто Бурунді.